# Шътокуа
Окръг Шътокуа (на английски: Chautauqua County) е окръг в щата Ню Йорк, Съединени американски щати. Площта му е 3885 km², а населението - 129 046 души (2017 (прибл. оценка)). Административен център е град Мейвил.